# أوقست بيكر
أوقست بيكر (بالألمانية: August Becker) (و. 1828 – 1891 م) هو مؤلف، وكاتب ألماني، توفي في أيسناخ، عن عمر يناهز 63 عاماً.